# Karina Birkelund
Karina Birkelund (30 luglio 1980) è un'ex sciatrice alpina norvegese.

## Biografia
Originaria di Lysekloster di Bjørnafjorden e attiva in gare FIS dal febbraio del 1996, la Birkelund esordì in Coppa Europa l'8 gennaio 2000 a Rogla in slalom gigante (46ª) e in Coppa del Mondo l'8 marzo 2003 a Åre in slalom speciale, senza portare a termine la gara. In Coppa Europa ottenne due podi, classificandosi 2ª il 16 gennaio 2004 a Leukerbad in slalom speciale e vincendo lo slalom gigante del 5 marzo successivo a La Molina, mentre in Coppa del Mondo ottenne il miglior piazzamento il 22 dicembre 2004 a Sankt Moritz in slalom gigante (9ª) e prese per l'ultima volta il via il 29 dicembre 2006 a Semmering in slalom speciale, senza completare quella che sarebbe rimasta la sua ultima gara in carriera; non prese parte a rassegne olimpiche o iridate.

## Palmarès

### Coppa del Mondo
- Miglior piazzamento in classifica generale: 66ª nel 2005

### Coppa Europa
- Miglior piazzamento in classifica generale: 18ª nel 2004
- 2 podi:
  - 1 vittoria
  - 1 secondo posto

#### Coppa Europa - vittorie
| Data         | Località  | Paese  | Specialità |
| ------------ | --------- | ------ | ---------- |
| 5 marzo 2004 | La Molina | Spagna | GS         |

Legenda:

GS = slalom gigante

### Campionati norvegesi
- 1 medaglia:
  - 1 bronzo (slalom gigante nel 2006)